# Round Hill, Antarktis
Round Hill är en kulle i Antarktis. Den ligger i Sydshetlandsöarna. Argentina, Chile och Storbritannien gör anspråk på området. Toppen på Round Hill är 20 meter över havet.
Terrängen runt Round Hill är huvudsakligen kuperad, men söderut är den platt. Havet är nära Round Hill söderut. Trakten är glest befolkad. Närmaste befolkade plats är Commandante Ferraz Station, 1,9 kilometer öster om Round Hill. 